# Schletzenhausen
Schletzenhausen is een plaats in de Duitse gemeente Hosenfeld, deelstaat Hessen, en telt 402 inwoners (2005).